# Monyoród
Monyoród é um município da Hungria, situado no condado de Baranya. Tem 7,12 km² de área e sua população em 2019 foi estimada em 147 habitantes.